# Minia
Minia (in greco antico: Μινύας?, Minýas), è un personaggio della mitologia greca. Fu re di Orcomeno in Beozia e progenitore dei Mini.

## Genealogia
I genitori, le spose e i figli di Minia variano grandemente tra le fonti, tanto che è impossibile stabilirne una reale genealogia. La maggior parte delle fonti comunque lo indicano come figlio di Poseidone, anche se da madri diverse:
Minia è stato definito figlio di Orcomeno o Poseidone ed Ermippe, figlia di Beoto; figlio di Poseidone e dell'oceanina Calliroe; figlio della figlia di Eolo Tritogenia, o di Eolo stesso; figlio di Eurianassa figlia di Iperfante; figlio di Crisogenia figlia di Almo. Oppure viene definito figlio di Crise, a sua volta figlio di Poseidone e Crisogenia, figlio di Eteocle, figlio di Tessalo a sua volta figlio di Poseidone, o infine figlio di Sisifo.
La moglie (o le mogli) di Minia è variamente identificata come Eurianassa, Euriale, Clitodora, o Fanosira, quest'ultima figlia di Peone.
Le figlie citate più spesso sono Climene o (Periclimene)
, antenata dell'eroe Giasone, e le tre Miniadi (Leucippe, Arsinoe e Alcitoe), queste ultime avute da Eurianassa. A Minia sono a volte attribuite anche le figlie Elara e Persefone. Periclimene e Eteoclimene sono a volte sinonimi di Climene, altre volte sue sorelle.
A Minia sono a volte attribuiti anche i figli maschi Orcomeno e Presbone, anche se in una genealogia a sua volta complicata e divergente tra le fonti.

## Mitologia
Secondo Apollonio Rodio e Pausania il Periegeta, Minia fu il primo re ad aver custodito un tesoro in un edificio di cui le rovine esistevano ancora ai tempi dello stesso Pausania.